# HD 46375
HD 46375 ist ein von der Erde 114 Lichtjahre entfernter Unterriese im Sternbild Monoceros. Er besitzt eine scheinbare Helligkeit von 7,9 mag.
Im Jahre 2000 entdeckte Geoffrey Marcy einen extrasolaren Planeten, der diesen Stern mit einer Periode von 3,02 Tagen umkreist. Die Bahn des Himmelskörpers mit der systematischen Bezeichnung HD 46375 b besitzt eine große Halbachse von 0,040 Astronomischen Einheiten und weist eine Exzentrizität von 0,063 auf. Die Mindestmasse des Objekts beträgt 0,23 Jupitermassen (ca. 72 Erdmassen).